# 上官小強
上官小強（1950年—2017年1月13日），原名陳國賢。香港著名漫畫家。16歲當漫畫學徒，在六十年代時已開始編繪漫畫，而1973年創刊的「壽星仔」，就令他廣受讀者們的接受和歡迎。「今日留一線，他日好相見。」這個就是上官小強處世的座右銘。如果說黃國興和甘小文是漫畫笑匠，那麼比他倆更早出道的上官小強就是惹笑漫畫的一代宗師。
上官小強於六十年代時已開始編繪惹笑漫畫，其中以「地球保衛戰」、「小木偶」和「足球小將」較為人所熟識。當時他所用的筆名确實不少，包括「陳小強」、「凌霄」和「狄龍」。
七十年代初，他客串為上官小寶的「73漫畫」寫散稿，「壽星仔」就是在這段時期誕生的。上官小強曾承認「壽星仔」是深受西洋漫畫「史諾比」(Snoopy)的影響，內容風趣幽默兼且夠通俗；後來黃國興的「蟋蟀仔」也深受它的風格所影響。
1975年，上官小強結束與上官家族的合作，跳到「玉郎機構」旗下幹活；而「壽星仔」的受歡迎程度卻是有增無減。
十三年後的1989年中，上官小強在「玉郎機構」壟斷崩潰時脫離公司，另立山頭。他順利地成立了「小強出版社」和「好老友製作室」。早年受過上官小強提拔的漫畫人，例如邱福龍等，在他自立門戶時都有拔刀相助；「小強畫集」和「四格漫畫大全」都是這段期間的傑作。近年，上官小強因厭倦了漫畫行業的運作手法和人事鬥爭而把公司結束，專心打理他那位於旺角信和中心的「壽星專門店」的零售生意。
2017年1月13日，上官小強因病逝世，享年66歲，由遺孀於社交網站宣佈死訊。
2017年1月27日，其好友漫畫家月巴氏在專欄中懷念他︰「在那個漫畫界光芒耀眼到好多人盲目的時候，上官小強為很多有志於漫畫的新人提供了機會，而他這樣做，並不因為要做甚麼漫畫大亨，或甚麼漫畫之神，而只因為他是一個好Nice的人。」

## 漫畫作品
- 《地球保衛戰》
- 《小木偶》
- 《足球小將》（又稱上官小將）
- 《壽星仔》
- 《金裝壽星》
- 《小強漫畫集》
- 《小強畫集》
- 《四格漫畫大全》